# آشاغی خوج
آشاغی خوج (به ترکی آذربایجانی: Aşağı Xuç) یک منطقه مسکونی در جمهوری آذربایجان است که در شهرستان قوبا واقع شده است. آشاغی خوج ۹۰۴ نفر جمعیت دارد.